# کونکین موگو
کونکین موگو شهری در شهرستان زیمتنگا در استان بام در بورکینافاسوی شمالی است و جمعیت آن ۱۵۴ نفر است.